# 卡鲁斯
卡鲁斯（Marcus Aurelius Carus，230年—283年）罗马帝国皇帝，282年-283年在位。
罗马皇帝普罗布斯于282年夏天被叛乱的士兵杀害。军队迅速推举禁卫军统领卡鲁斯继承皇位，同时元老院也承认了卡鲁斯。
卡鲁斯虽是军人，但是受过良好的教育。他继位时已经六十岁，两个儿子努梅里安和卡里努斯均已成年。
卡鲁斯继位后，把自己的两个儿子提升为“凯撒”，他让卡里努斯统领帝国的西部，而努梅里安和自己一起率领军队向东进攻新起的波斯萨珊王朝，刚开始时，罗马方面进军顺利，卡鲁斯的军队横扫美索不达米亚，但是在283年7月或8月，卡鲁斯突然死亡，死亡原因可能是疾病，或者有一种传说是雷击。
卡鲁斯在位时间只有十六个月，他死后，帝位由他的两个儿子——努梅里安和卡里努斯继承。努梅里安率领罗马军队，退出了波斯的战场。